# Fleury-sur-Orne
Fleury-sur-Orne és un municipi francès situat al departament de Calvados i a la regió de Normandia. L'any 2007 tenia 4.014 habitants.

## Demografia

### Població
El 2007 la població de fet de Fleury-sur-Orne era de 4.014 persones. Hi havia 1.656 famílies de les quals 524 eren unipersonals (184 homes vivint sols i 340 dones vivint soles), 504 parelles sense fills, 468 parelles amb fills i 160 famílies monoparentals amb fills.
La població ha evolucionat segons el següent gràfic:
Habitants censats

### Habitatges
El 2007 hi havia 1.781 habitatges, 1.710 eren l'habitatge principal de la família, 2 eren segones residències i 69 estaven desocupats. 1.127 eren cases i 636 eren apartaments. Dels 1.710 habitatges principals, 818 estaven ocupats pels seus propietaris, 878 estaven llogats i ocupats pels llogaters i 14 estaven cedits a títol gratuït; 108 tenien una cambra, 196 en tenien dues, 384 en tenien tres, 449 en tenien quatre i 573 en tenien cinc o més. 1.158 habitatges disposaven pel capbaix d'una plaça de pàrquing. A 886 habitatges hi havia un automòbil i a 538 n'hi havia dos o més.

### Piràmide de població
La piràmide de població per edats i sexe el 2009 era:
| Homes | Edats   | Dones |
| ----- | ------- | ----- |
| 0     | 95 o +  | 4     |
| 0     | 90 a 94 | 0     |
| 8     | 85 a 89 | 12    |
| 8     | 80 a 84 | 24    |
| 72    | 75 a 79 | 76    |
| 72    | 70 a 74 | 76    |
| 72    | 65 a 69 | 124   |
| 80    | 60 a 64 | 104   |
| 80    | 55 a 59 | 88    |
| 160   | 50 a 54 | 160   |
| 152   | 45 a 49 | 160   |
| 164   | 40 a 44 | 168   |
| 164   | 35 a 39 | 168   |
| 160   | 30 a 34 | 148   |
| 152   | 25 a 29 | 164   |
| 196   | 20 a 24 | 140   |
| 148   | 15 a 19 | 153   |
| 136   | 10 a 14 | 136   |
| 136   | 5 a 9   | 152   |
| 128   | 0 a 4   | 96    |

## Economia
El 2007 la població en edat de treballar era de 2.677 persones, 1.903 eren actives i 774 eren inactives. De les 1.903 persones actives 1.637 estaven ocupades (826 homes i 811 dones) i 266 estaven aturades (134 homes i 132 dones). De les 774 persones inactives 238 estaven jubilades, 273 estaven estudiant i 263 estaven classificades com a «altres inactius».

### Ingressos
El 2009 a Fleury-sur-Orne hi havia 1.717 unitats fiscals que integraven 4.010,5 persones, la mediana anual d'ingressos fiscals per persona era de 16.574 €.

### Activitats econòmiques
Dels 151 establiments que hi havia el 2007, 4 eren d'empreses alimentàries, 2 d'empreses de fabricació de material elèctric, 3 d'empreses de fabricació d'altres productes industrials, 29 d'empreses de construcció, 50 d'empreses de comerç i reparació d'automòbils, 2 d'empreses de transport, 10 d'empreses d'hostatgeria i restauració, 1 d'una empresa d'informació i comunicació, 7 d'empreses financeres, 5 d'empreses immobiliàries, 10 d'empreses de serveis, 16 d'entitats de l'administració pública i 12 d'empreses classificades com a «altres activitats de serveis».
Dels 51 establiments de servei als particulars que hi havia el 2009, 1 era una oficina de correu, 1 una oficina bancària, 8 tallers de reparació d'automòbils i de material agrícola, 1 taller d'inspecció tècnica de vehicles, 1 autoescola, 6 paletes, 3 guixaires pintors, 7 fusteries, 7 lampisteries, 1 empresa de construcció, 4 perruqueries, 7 restaurants, 2 agències immobiliàries i 2 tintoreries.
Dels 19 establiments comercials que hi havia el 2009, 2 eren supermercats, 1 un supermercat, 2 botiges de menys de 120 m², 2 fleques, 3 carnisseries, 2 llibreries, 1 una botiga d'electrodomèstics, 1 una botiga de mobles, 1 una botiga de material de revestiment de parets i terra, 1 un drogueria i 3 floristeries.
L'any 2000 a Fleury-sur-Orne hi havia 9 explotacions agrícoles.

## Equipaments sanitaris i escolars
Els 2 equipaments sanitaris que hi havia el 2009 eren farmàcies.
El 2009 hi havia 1 escola maternal i 1 escola elemental.

## Poblacions més properes
El següent diagrama mostra les poblacions més properes.